# 弗蕾德里克·奧古斯塔·索菲
弗蕾德里克·奧古斯塔·索菲（德語：Friederike Auguste Sophie，1744年8月28日—1827年4月12日），安哈特-采爾布斯特親王妃，安哈特-貝恩堡親王維克多·腓特烈的女兒。

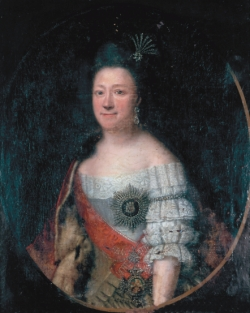

1764年，弗蕾德里克·奧古斯塔·索菲與安哈特-采爾布斯特親王腓特烈·奧古斯特結婚，兩人沒有子女。